# Verstraeten (Zottegem)

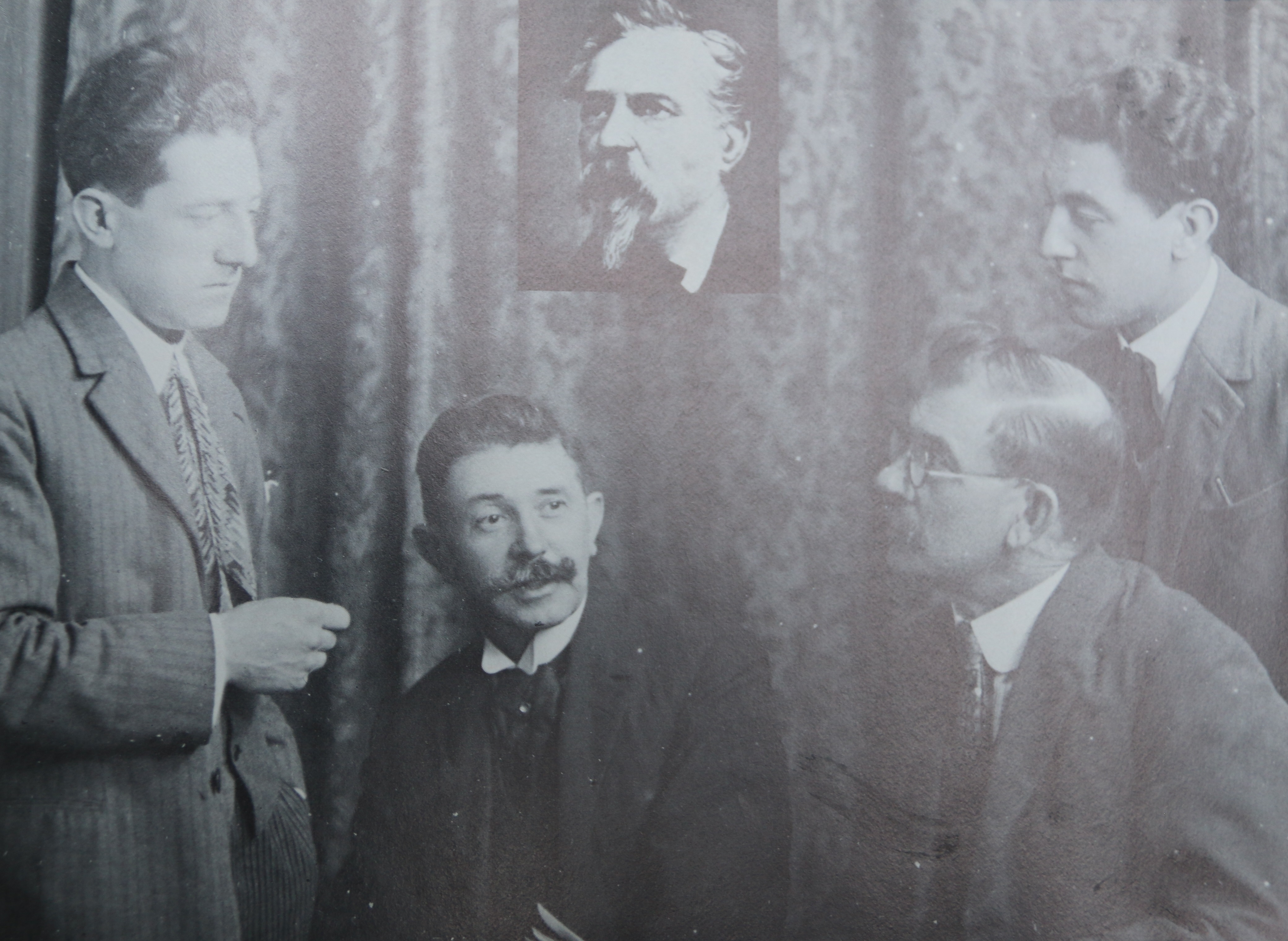
De Verstraetens in 1925

Verstraeten uit Zottegem staat voor een familie van drie generaties kunstenaars die elk als schilder, tekenaar en leraar aan de academie hun sporen verdienden in het Oost-Vlaamse Zottegem.
In deze Belgische stad werd trouwens een plein naar hen genoemd: het Verstraetenplein, gelegen tussen de Kleine Lage en Beislovenstraat.

## Zottegem en regio
Vanaf 1860 en meer dan een eeuw lang hebben de vijf kunstenaars niet alleen Zottegem maar ook de Vlaamse Ardennen met zijn pittoreske dorpjes in beeld gebracht. Daarnaast maakten zij portretten, stillevens - van bloemen, wild en gevogelte - maar ook muurschilderijen en aanvaarden ze tevens de meest uiteenlopende opdrachten, zowel burgerlijke als religieuze.
Ze waren allen leraar, Raymond en Jules, zelfs directeur aan de Zottegemse Tekenschool. André werd verder de eerste tekenleraar aan het Koninklijk Atheneum Zottegem en Jules tekenleraar aan het O.-L.-Vrouw van Deinsbekecollege.
Daarnaast waren ze ook decorateurs, behangers en schilders van beroep. Daar kregen ze opdrachten om figuratieve muur- en plafondschilderijen te maken in kloosters, kapellen en chalets, maar ook fresco's en sierspiegels waren hun niet vreemd. Alsook opdrachten voor een groot uitgewerkt panorama van 14 panelen, decors voor toneelvoorstellingen en affiches voor kermissen.
Jules en André Verstraeten stelden onder meer tentoon in Ronse in 1955. Jules maakte in 1955 ook deel uit van de kunstenaarsvereniging Kunstcentrum Ronse.
De gehechtheid aan de Zuid-Oost-Vlaamse regio en misschien het ontbreken van ambitie, betekende voor de vijf kunstenaars, dat ze buiten deze regio nooit zijn doorgebroken. En zoals bij de meesten, kwam de bredere herkenning pas veel later.

## Erkenning
- Naar aanleiding van 75 jaar Belgische onafhankelijkheid trok er op 17 september 1905 een historische stoet door Zottegem. Verschillende praalwagens werden door Gustaaf en Raymond ontworpen, geschilderd en versierd.
- Verschillende (groeps)tentoonstellingen belichtten het werk van de kunstenaars tussen 1913 en 1998.
- De Zottegemse Culturele Kring gaf enkele jaren geleden een boekje met 12 postkaarten uit onder de titel Zottegemse Schilders zien hun streek.
- De brandweer van Zottegem gaf in 1980 een kalender uit met werken van Raymond, André, Jules en Gustaaf Verstraeten.
- In 2007 besliste de stad Zottegem om 4 werken van Raymond Verstraeten uit privé-bezit aan te kopen: Sottegem 1905, Landweg met boerderij, Landschap in de Vlaamse Ardennen en Landschap met boom.
- In Zottegem werd het 'Verstraetenplein' naar de kunstenaars vernoemd.
- In 2010 werden twee boeken geschreven over de kunstenaarsfamilie, door Koenraad De Wolf[1] en door Hendrik Van Boegeld.[2]

## Familieverband
- Karel-Lodewijk (1833-1911), x Pelagie (Marie) Stevens - was een realistisch schilder
  - Gustaaf (1872-1947) x Leontine De Braeckeleer (1876-1967) - maakte vooral aquarellen en olieverfschilderijen en impressionistische werken
  -  Raymond (1874-1947) x Zoé Waeremoes (1879-1979) - impressionistisch schilder
    - André (1901-1973) x Yvonne Van Trappen (1903-1994) - begon als impressionistische schilder, daarna waren er experimenten en eigen expressieve vormgeving met bijna surrealistische en abstracte werken
    -  Jules (1903-1976) x Jeanne De Sutter (1911-1986) - expressionistische werken

## Afbeeldingen

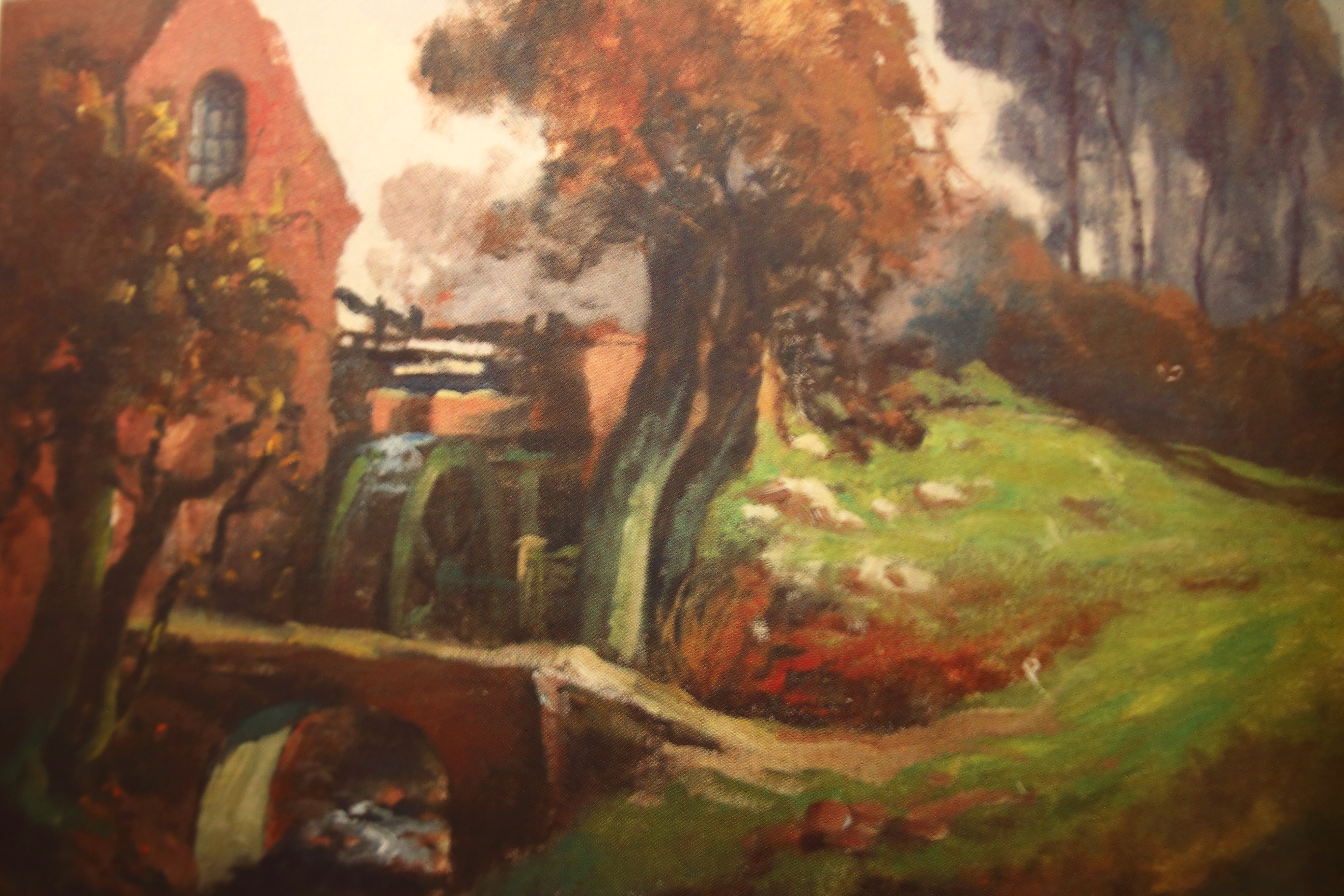
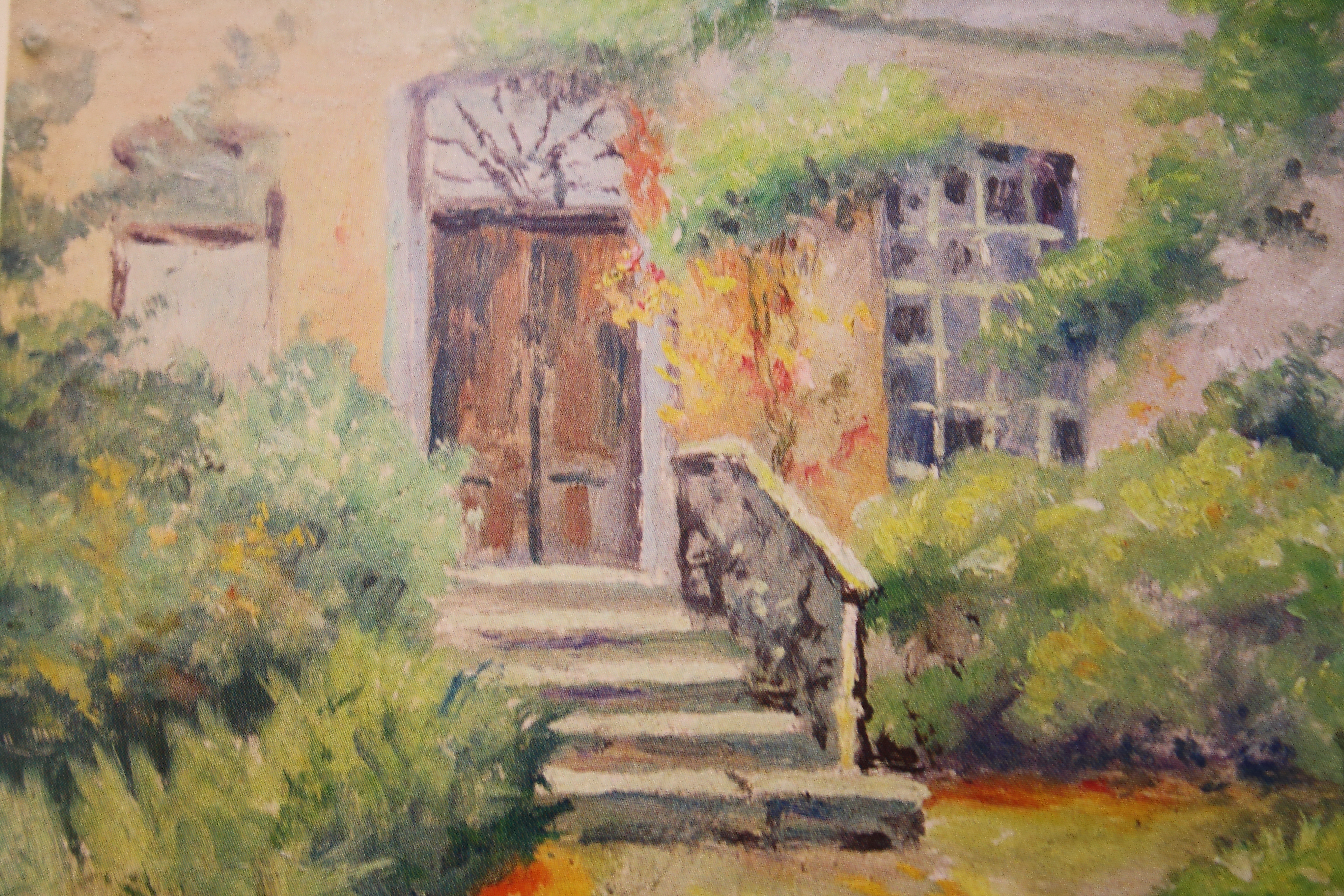
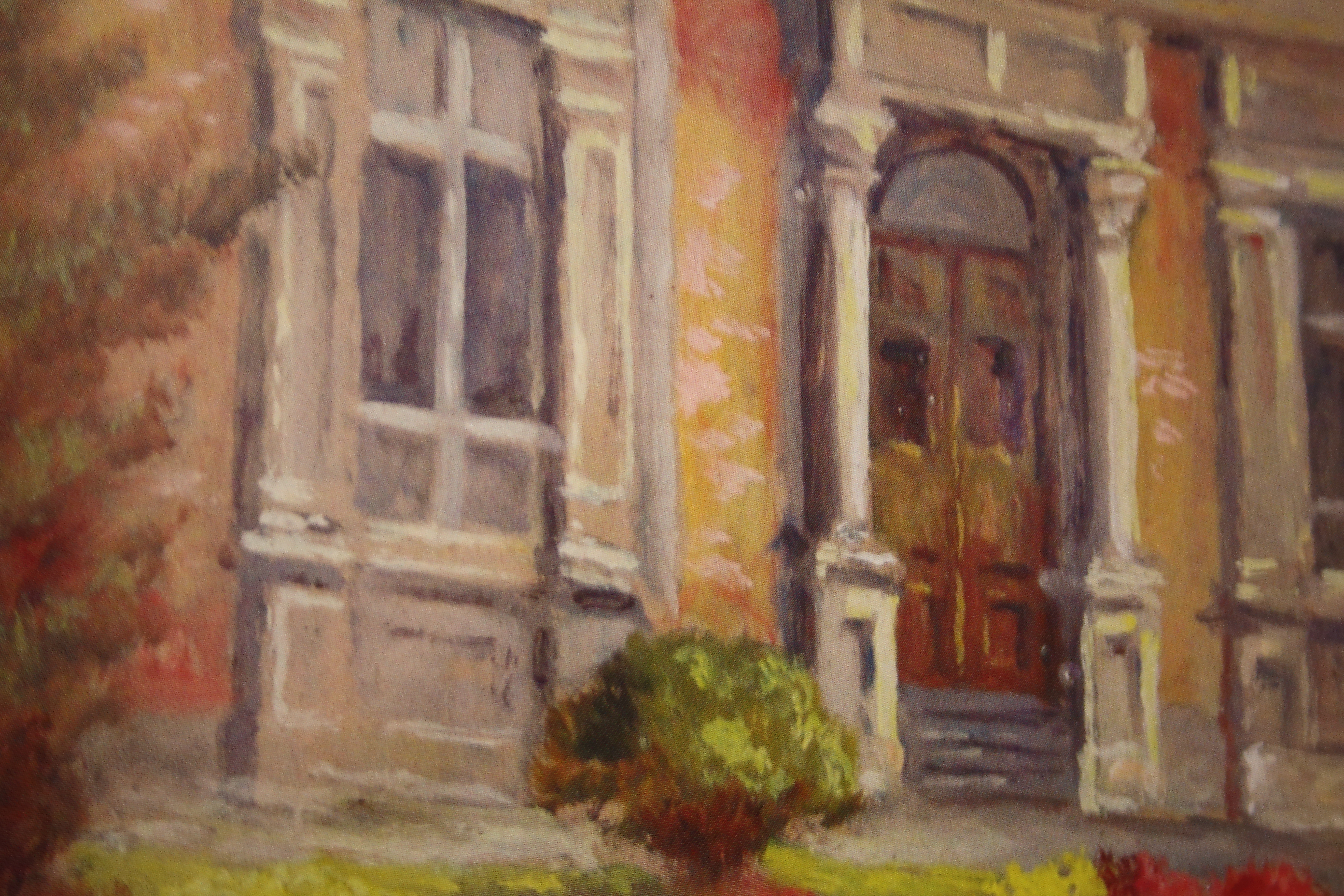
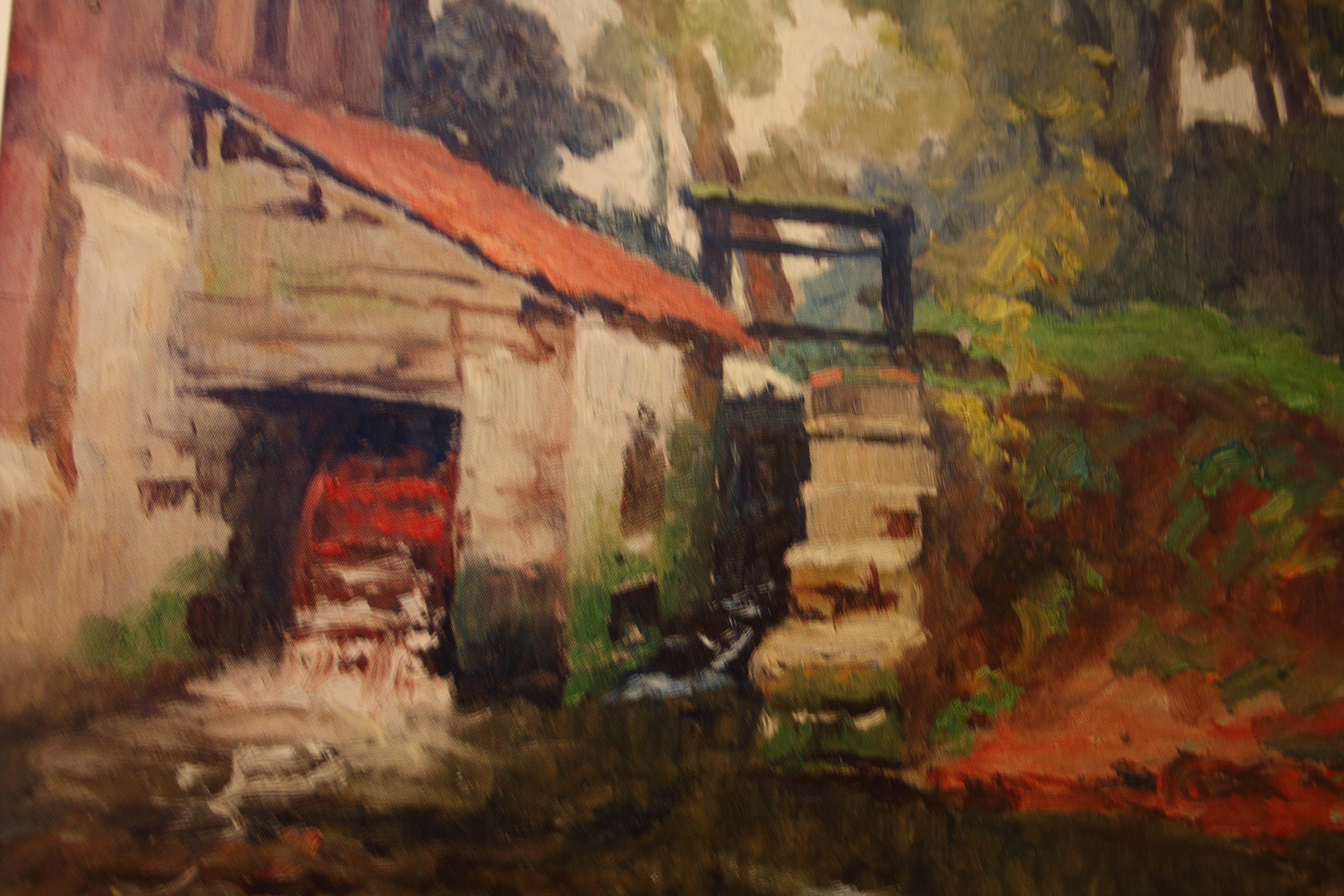
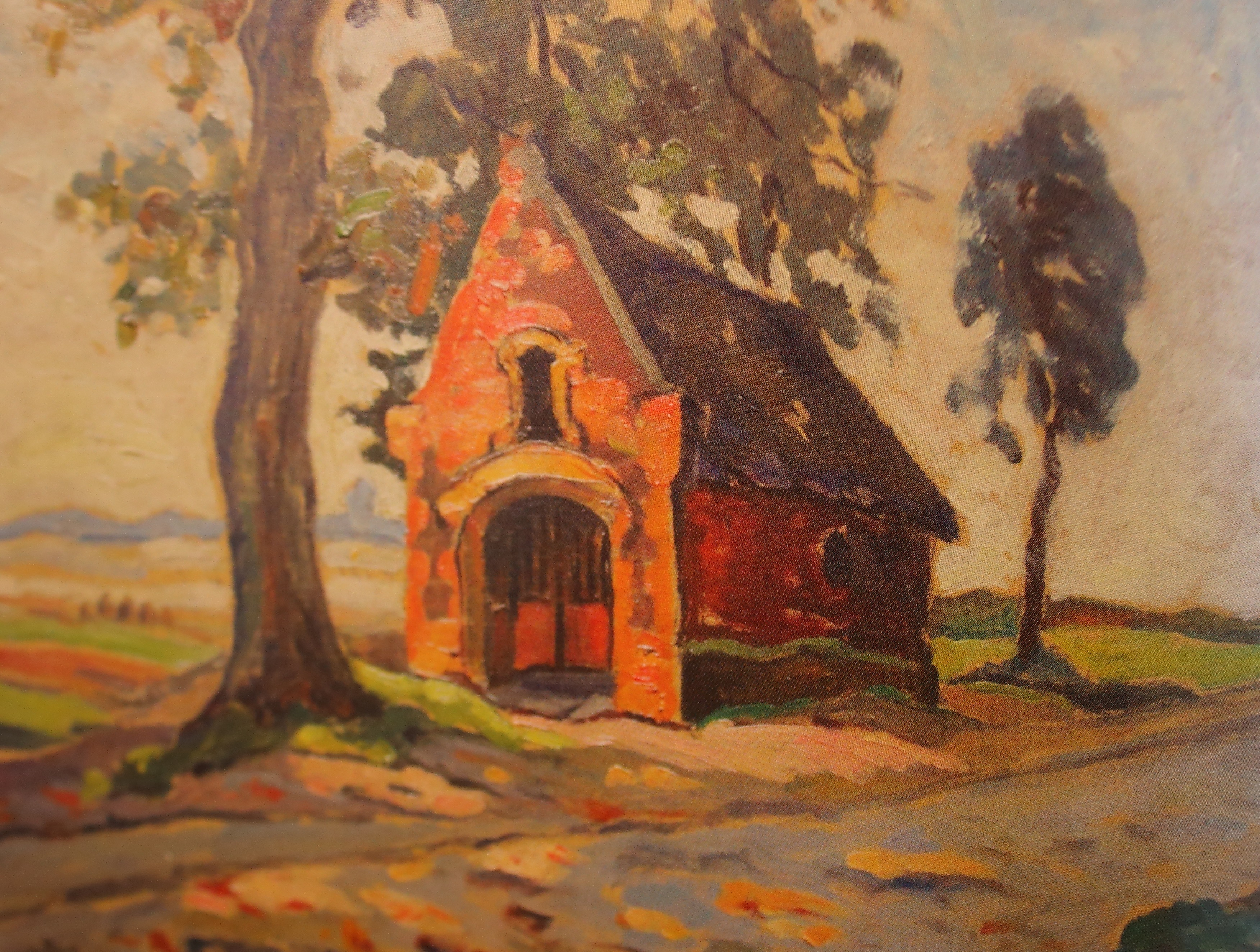
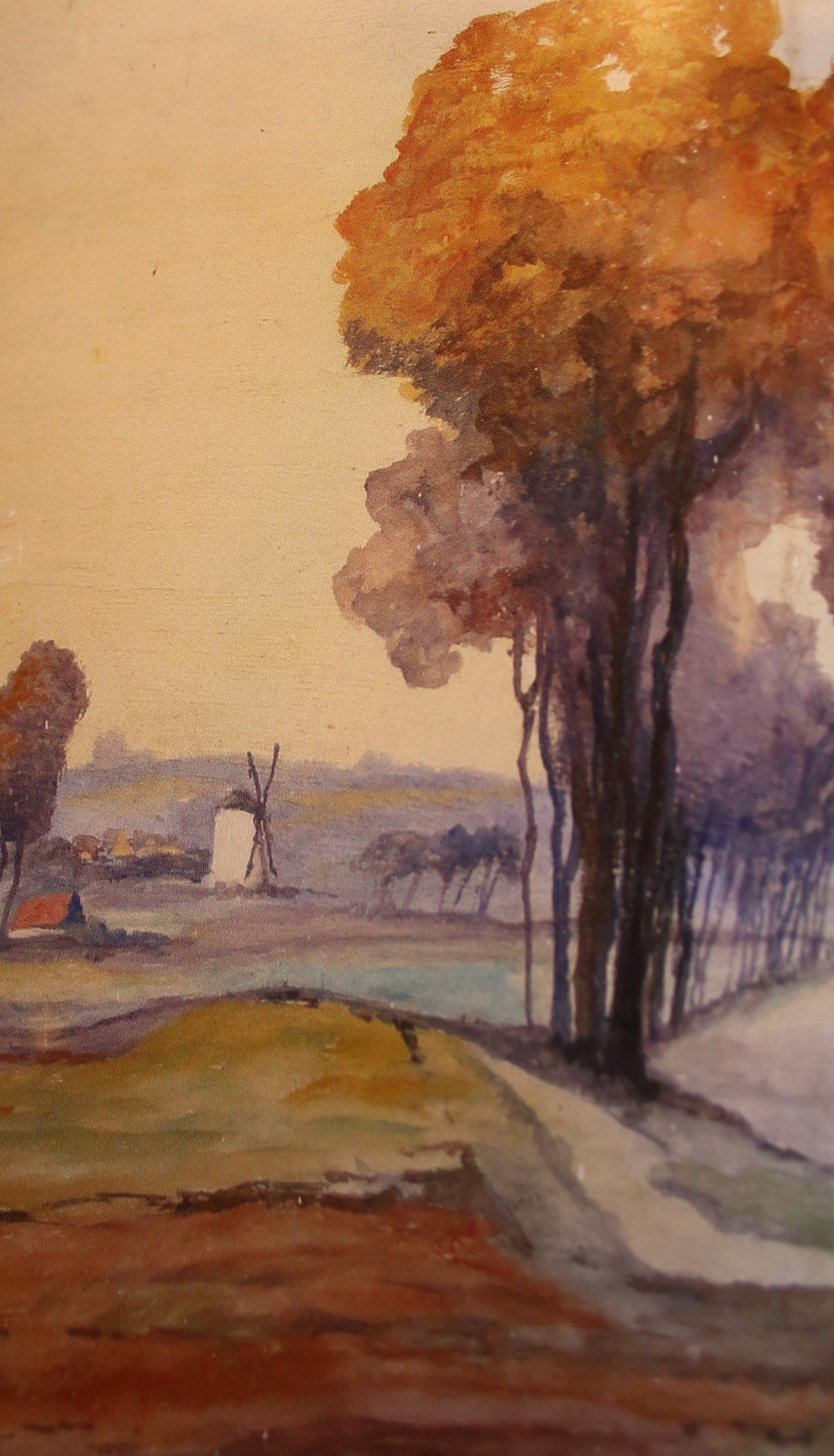
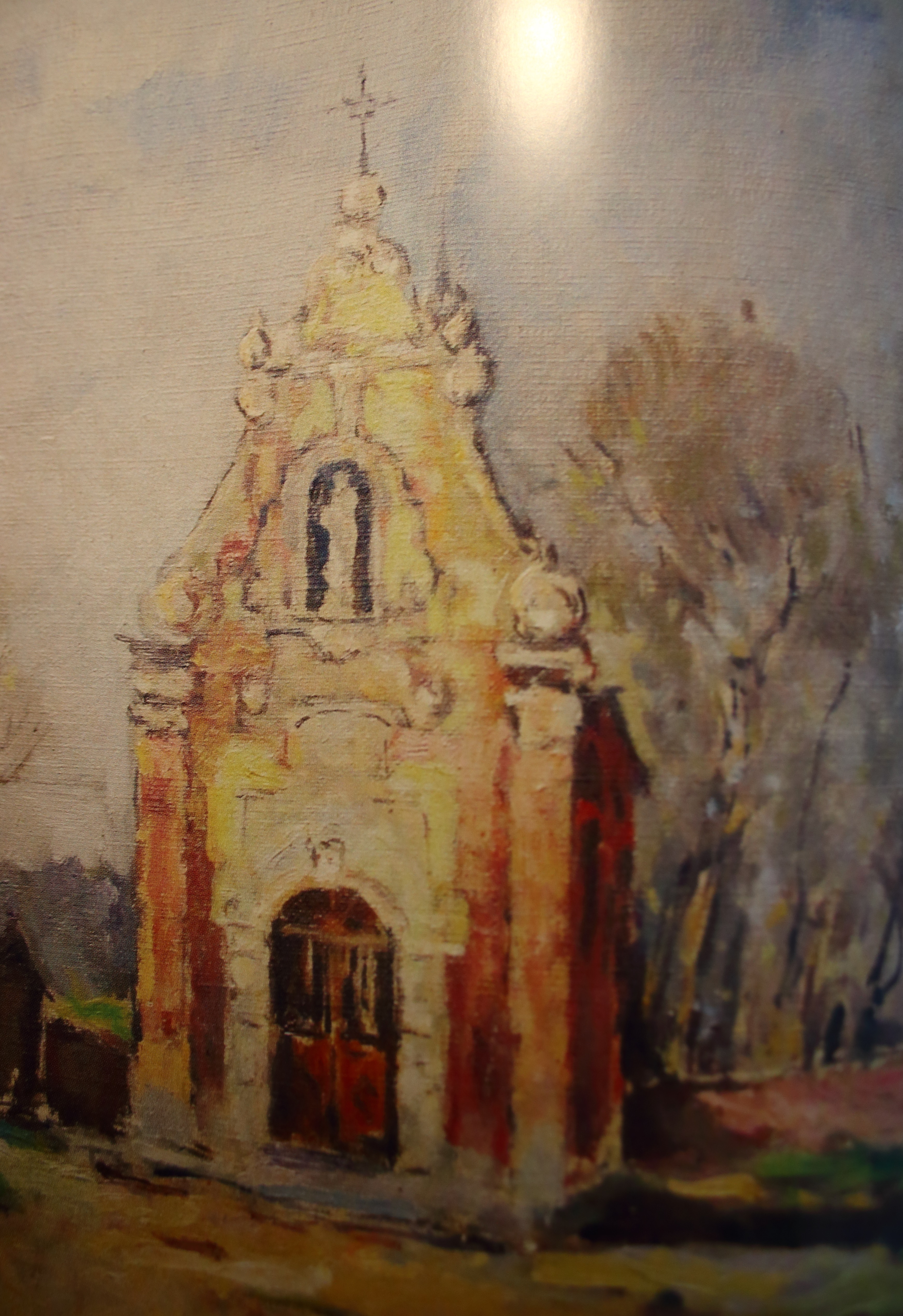